# اقدامات شرکتی
اقدامات شرکتی (انگلیسی: Corporate action) در شرکت‌های سهامی عام به اقداماتی اطلاق می‌شود که به دلیل تأثیر بر وضعیت سهام شرکت، سهام‌داران و حتی وام‌دهندگان شرکت را متأثر می‌نماید. از اقدامات شرکتی می‌توان به تقسیم سود، ادغام و تملیک، افزایش سرمایه و تجزیه سهام اشاره کرد.